# Beetham
Beetham – wieś w Anglii, w Kumbrii, w dystrykcie (unitary authority) Westmorland and Furness. Leży 77 km na południe od miasta Carlisle i 349 km na północny zachód od Londynu. W 2001 miejscowość liczyła 1724 mieszkańców.